# Mussismilia hispida
Mussismilia hispida là một loài san hô trong họ Mussidae. Loài này được Verrill mô tả khoa học năm 1902.